# Order Edukacji Publicznej
Order Edukacji Publicznej (port. Ordem da Instrução Pública) – portugalskie odznaczenie państwowe ustanowione w 1929, nadawane osobom, instytucjom oraz miejscowościom „za znaczące zasługi w dziedzinie wychowania i nauczania”.

## Historia i zasady nadawania
Order został ustanowiony 30 stycznia 1929 na mocy postanowienia prezydenta António Carmony „z przeznaczeniem nagradzania doniosłych zasług dla wychowania i nauczania”. Carmona jednocześnie powołał Order Życzliwości (port. Ordem de Benemerência). Oba odznaczenia zastąpiły Ordem da Instrução e da Benemerência, ustanowiony w kwietniu 1927.
Ordem da Instrução Pública jest przyznawany zarówno obywatelom Republiki Portugalskiej, jak i cudzoziemcom. Odznaczone osoby, instytucje i miejscowości otrzymują miano „Członka honorowego” (Membro Honorário) orderu.
Według oficjalnej klasyfikacji portugalskich odznaczeń państwowych Order Edukacji Publicznej – m.in. wraz z Orderem Zasługi – należy do kategorii „Orderów zasług cywilnych” (port. Ordens de Mérito Civil).

## Stopnie orderu
Ordem da Instrução Pública dzieli się na pięć klas:
- Krzyż Wielki (Grã-Cruz)
- Wielki Oficer (Grande-Oficial)
- Komandor (Comendador)
- Oficer (Oficial)
- Medal (Medalha)

Dodatkową klasę stanowi stopień: „Członek honorowy” (Membro Honorário), który występuje w wypadku przyznania orderu instytucji lub miejscowości

## Insygnia
Odznaką orderu są dwie, tworzące owal, złote gałązki palmowe ze skrzyżowanymi u dołu łodygami.
Gwiazda orderu (śr. 80 mm) – przynależna do trzech najwyższych stopni odznaczenia – składa się z ośmiu wiązek złotych promieni, na które nałożona jest ośmioramienna gwiazda, pokryta niebieską emalią. Na jej środku znajduje się złoty medalion z grawerunkiem herbu Portugalii. Medalion okalają dwie złote gałązki palmowe, które na dole otacza emaliowana na biało wstęga ze złotym napisem: „Instrução Pública”, złożonym wersalikami.
Wstążki orderu są koloru żółtego. Wstążka stopnia oficerskiego odznaczenia jest uzupełniona rozetką oraz klamrą, która zdobi również wstążkę medalu.
| Baretki Orderu Edukacji Publicznej | Baretki Orderu Edukacji Publicznej | Baretki Orderu Edukacji Publicznej | Baretki Orderu Edukacji Publicznej | Baretki Orderu Edukacji Publicznej |
| ---------------------------------- | ---------------------------------- | ---------------------------------- | ---------------------------------- | ---------------------------------- |
| Krzyż Wielki                       | Wielki Oficer                      | Komandor                           | Oficer                             | Medal                              |